# His Chorus Girl Wife (film 1914)
His Chorus Girl Wife è un cortometraggio muto del 1914 scritto e diretto da Ashley Miller.

## Produzione
Il film fu prodotto dalla Edison Manufacturing Company.

## Distribuzione
Distribuito dalla General Film Company, il film - un cortometraggio in una bobina - uscì nelle sale cinematografiche degli Stati Uniti il 23 novembre 1914.